# Beulah Valley
Beulah Valley est une ville américaine située dans le comté de Pueblo dans l’État du Colorado.

## Démographie
| 2000  | 2010 | - | - | - | - |
| ----- | ---- | - | - | - | - |
| 1 164 | 556  | - | - | - | - |